# Max Alfthan
Max Teodor Alfthan, född 28 mars 1863 i Viborg, död 15 juli 1914 i Saltsjöbaden, var en finländsk militär och ämbetsman, överste (1898).
Alfthan, som genomgått kadettskolan i Fredrikshamn, tjänstgjorde under sin militära bana dels i Ryssland, dels i hemlandet. Han tog avsked vid den inhemska värnpliktiga militärens upplösning 1902 och tjänstgjorde därefter som disponent för J.C. Frenckell & Sons pappersbruk i Tammerfors. Efter storstrejken 1905 utsågs han till guvernör i Nylands län, men var tvungen att avgå 1909, och var därefter vd för Finska pappersbruksföreningen.
Alfthan var en ivrig amatörgeograf och satt bland annat i två repriser som ordförande i Geografiska sällskapet i Finland.
Alfthan deltog ombord på fartyget Heatherbell, vilket vann brons i segling vid olympiska sommarspelen 1912 i Stockholm.